# Bugchasing
Bugchasing je slangový výraz užívný pro jednání, při němž zdraví (nenakažení) lidé - obvykle homosexuálové či bisexuálové - provozují nechráněné sexuální praktiky s jedinci nakaženými virem HIV za cílem vlastní nákazy. Jedná se o typ sebepoškozování. Ačkoliv je tento fenomén některými považován za mýtus, zřejmě v omezené formě skutečně existuje - ale je nutné ho striktně odlišovat od barebackingu, tedy obecně homosexuálního sexuálního styku bez kondomu, který obvykle není motivován snahou o nákazu.

## Motivace
Jedinci vykazující tento typ chování uvádějí několik důvodů, proč takto hazardují. Někteří se věnují této činnosti kvůli vzrušení, které jim přináší takováto nebezpečná aktivita, ale vysloveně se nechtějí nakazit virem HIV. Podle jednoho názoru toto chování může u některých homosexuálů mít původ ve vyjádření odporu vůči dominantním heterosexuálním normám homosexuálními jedinci, aby zavrhli stigmatizaci a odmítnutí ze strany většinové společnosti. Bugchasing by mohl být motivován i snahou o získání určitých výhod, které mají HIV pozitivní (např. sociálních či zdravotních). U některých bylo dokonce zjištěno, že strach z nákazy virem je tak velký, že se raději nakazí sami.

## Nejčastější způsoby
- Anální sex bez použití kondomu s nakaženými jedinci
- Bug večírky - za tzv. bug parties jsou označovány večírky, při nichž nakažení navazují sexuální styk s nenakaženými jedinci (v angličtině „bug chasers“).[4]

## Bugchasing na internetu a v médiích
Internet v bugchasingu hrál velkou roli. První diskusní skupina měla na konci r. 2002 1439 členů. Po dotazu časopisu Rolling Stone portál Yahoo! tuto skupinu ukončil.
Jako jedno z prvních médií reagoval na tento fenomén časopis Rolling Stone ve článku z roku 2003, kdy Gregory Freeman napsal článek s názvem „Bug Chasers: Muži, kteří chtějí být HIV+“. Scenárista a režisér Daniel Bort na toto téma vytvořil v roce 2003 krátký film s názvem „Bugchaser“, jenž byl uveden na 16. výročním filmovém festivalu filmů s homosexuální tematikou v Austinu. Tématu se nevyhnul ani seriál Queer as Folk.